# Ivan Sjmeljov

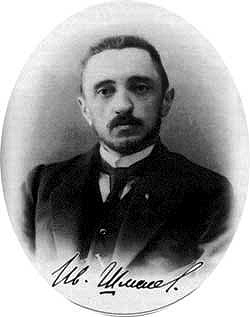
Ivan Sjmeljov, rond 1900

Ivan Sergejevitsj Sjmeljov (Russisch: Иван Сергеевич Шмелёв) (Moskou, 21 september 1873 – nabij Parijs, 24 juni 1950) was een Russisch schrijver en vooraanstaand 'witte emigrant'.

## Leven en werk

#### In Rusland
Sjmeljov werd geboren in een welvarende koopmansfamilie en studeerde rechten aan de Universiteit van Moskou. Na een bezoek aan het Klooster van Valaam schreef hij zijn eerste spiritueel geïnspireerde boek: Na skalakh Valaama (Op de rotsen van Valaam, 1897). Groot succes had hij in 1911 met zijn verhaal Chelovek iz restorana (De kelner ), een milieustudie over een kleine man, een ober, met Dostojevskiaanse belangstelling voor de ‘vernederden en gekrenkten’ en oog voor de decadentie der rijken. Het verhaal werd in 1927 verfilmd, met Michael Tsjechov in de hoofdrol . Vermaard werd Sjmeljov in die tijd om zijn gebruik van ‘skaz’, de volkstaal van de gewone man. In 1912 startte hij een uitgeverij waarin hij naast eigen werk boeken uitgaf van onder andere Ivan Boenin en Boris Zajtsev.
Sjmeljov verwelkomde de Februarirevolutie (1917) maar verwierp de Oktoberrevolutie en koos de zijde van de Witten. Toen zijn zoon, een officier in het vrijwilligersleger, zonder enige vorm van proces door de rode troepen van Béla Kun werd geëxecuteerd, vertrok hij samen met Ivan Boenin naar Parijs.

#### In emigratie
In 1923 trok Sjmeljov de aandacht van de westerse lezer met De zon der doden, een novelle over een lijfeigen icoonschilder die verliefd wordt op zijn meesteres; na haar dood wordt de icoon wonderdadig. De verhalenbundel Een oud vrouwtje (1927) vertelt over de avonturen van een hamsterend oud vrouwtje tijdens de revolutie. In emigrantenkringen kreeg hij veel lof voor de romans Het jaar van de heer (1933) en De bedevaart (1935), waarin hij het door orthodoxie gedragen alledaagse leven in het Moskou van voor de revolutie weer tot leven brengt. De 'skaz' keert weer terug in zijn laatste belangrijke werk, Het kindermeisje uit Moskou, over een oude Russische ‘njanja’, die in de emigratie terechtkomt.
De jongere generatie Russische emigranten had vaak moeite met Sjmeljovs rechtse,  traditionalistische en patriarchale ideeën. In zekere zin, aldus Nina Berberova, overleefde hij zichzelf. Zij schreef over een lezing van Sjmeljov in maart 1942: “Er waren veel mensen, bijna allemaal ouder dan zestig en een paar kinderen. <…> Sjmeljov hield een lezing zoals dat in de provincie gebeurde voor de tijd van Tsjechov: met uitroepen en gemompel, als een acteur. Het ging over iets benepens, iets zalvends, over processies en steuren. Het publiek was geestdriftig en applaudisseerde". Toen na de oorlog de witte-emigrantenwereld stilaan verdween, taande ook de literaire belangstelling voor Sjmeljov. Sinds de jaren negentig wordt hij weer uitgegeven in Rusland.
Sjmeljov werd begraven op het Russische kerkhof in Sainte-Geneviève-des-Bois Vijftig jaar na zijn dood, in 2000, werden zijn stoffelijke resten overgebracht naar de Donskoj-begraafplaats in Moskou.